# AO Faros Keratsiniou
Der A.O. Faros Keratsiniou, vollständiger Name: Athletikos Omilos Faros Keratsiniou (deutsch: ‚Athletische Vereinigung Faros Keratsiniou‘), (griechisch Α.Ο. Φάρος Κερατσινίου, vollständig: Αθλητικός Όμιλος Φάρος Κερατσινίου), umgangssprachlich als Faros Keratsiniou bzw. nur Faros bekannt, ist ein aus Keratsini stammender Sportverein, der mehrere erfolgreiche Abteilungen unterhält.

## Historie
Auf einem Sportplatz, nahe einer ortsansässigen Kirche in Keratsini gründete sich auf Initiative von Archimandrit Stephanos Lachanis, im Jahre 1971 der Sportverein Faros Keratsiniou. Installiert wurde zunächst eine Abteilung für Volley- und eine für Basketball. Während es in den Folgejahren dem Basketball Team der Herren gelang aus den Kreisklassen bis in die oberste Bezirksliga aufzusteigen, um so den Verein zu regionaler Bekanntheit zu verhelfen, waren es zunächst die Herren-Volleyballer, die landesweite Beachtung erfuhren als sie zur Saison 1993/94 in die zweite griechische Liga aufstiegen, der sie neun Spielzeiten angehörten.